# Carmen Valero
Pour les articles homonymes, voir Valero (homonymie).
Carmen Valero Omedes, née le 4 octobre 1955 à Castelserás (Teruel) et morte le 2 janvier 2024 à Sabadell (Barcelone) est une athlète espagnole spécialiste du cross-country, double championne du monde dans les années 1970.

## Carrière
Sur la piste, Carmen Valero est médaillée de bronze aux Jeux méditerranéens de 1975 sur le 1 500 m.
Elle est la première Espagnole à participer aux Jeux olympiques, quand elle s’aligne sur le 800 m et le 1 500 m aux Jeux olympiques de Montréal en 1976.

## Palmarès

### Championnats du monde de cross-country
- Championnats du monde de cross-country 1975 à Rabat,  Maroc
  -  Médaille de bronze du cross long
- Championnats du monde de cross-country 1976 à Chepstow,  Royaume-Uni
  -  Médaille d'or du cross long
- Championnats du monde de cross-country 1977 à Düsseldorf,  Allemagne
  -  Médaille d'or du cross long